# Роберт Майрон Коутс
Роберт Майрон Коутс (Robert Myron Coates, 6 квітня 1897 — 8 лютого 1973) — американський романіст, автор коротких оповідань та мистецький критик. Протягом своєї кар'єри він опублікував п'ять романів, історичну книгу «The Outlaw Years» (1930), що присвячена історії земельних піратів Натчез Трейс, книгу мемуарів «The View from Here» (1960) та дві книги про подорожі — «Beyond the Alps» (1962) і «South of Rome» (1965).
Коутс створив три експериментальні романи: «The Eater of Darkness» (1926), «Yesterday's Burdens» (1933) та «The Bitter Season» (1946), які відзначаються оригінальністю та використанням елементів експресіонізму, дадаїзму та сюрреалізму. Його останні два романи — «Wisteria Cottage» (1948) та «The Farther Shore» (1955) — належать до жанру кримінальної літератури.

## Кар'єра в журналі «The New Yorker»
Коутс приєднався до штату журналу The New Yorker у 1927 році та протягом своєї тривалої кар'єри опублікував там понад сто коротких оповідань. Багато з цих оповідань увійшли до трьох антологій: «All the Year Round» (1943), «The Hour after Westerly» (1957) та «The Man Just ahead of You» (1964). З 1937 по 1967 рік Коутс працював мистецьким критиком у The New Yorker і запровадив термін «абстрактний експресіонізм» у 1946 році стосовно робіт таких художників, як Ганс Гоффманн, Аршиль Горкі, Джексон Поллок та Віллем де Кунінг.

## Особисте життя
У 1927 році Коутс одружився зі скульпторкою Елсою Кірпаль. У них народився один син, Ентоні Робертсон Коутс (4 березня 1934). У 1946 році подружжя розлучилося, і Коутс одружився вдруге з письменницею коротких оповідань Астрід Мейган-Пітерс. У 1973 році Коутс помер у Нью-Йорку від раку горла.

## Визнання
У 1958 році Коутса було обрано до Національного інституту мистецтв і літератури.

## Спадщина
Роберт Коутс залишив значний внесок у літературу XX століття, як новатор в експериментальній прозі, і як видатний мистецький критик, який вплинув на розвиток американського мистецтва середини століття. Його впровадження терміну «абстрактний експресіонізм» стало важливим етапом в історії мистецтва і допомогло визначити одне з головних художніх рухів того часу.
Роботи Коутса надихають науковців і критиків, які досліджують зв'язок літератури з мистецтвом, а також межі жанрової літератури. Його експериментальні романи та кримінальна проза ілюструють різноманітність літературних підходів, характерних для його творчого шляху, що й досі викликає інтерес читачів та літературознавців.